# Xpuhil

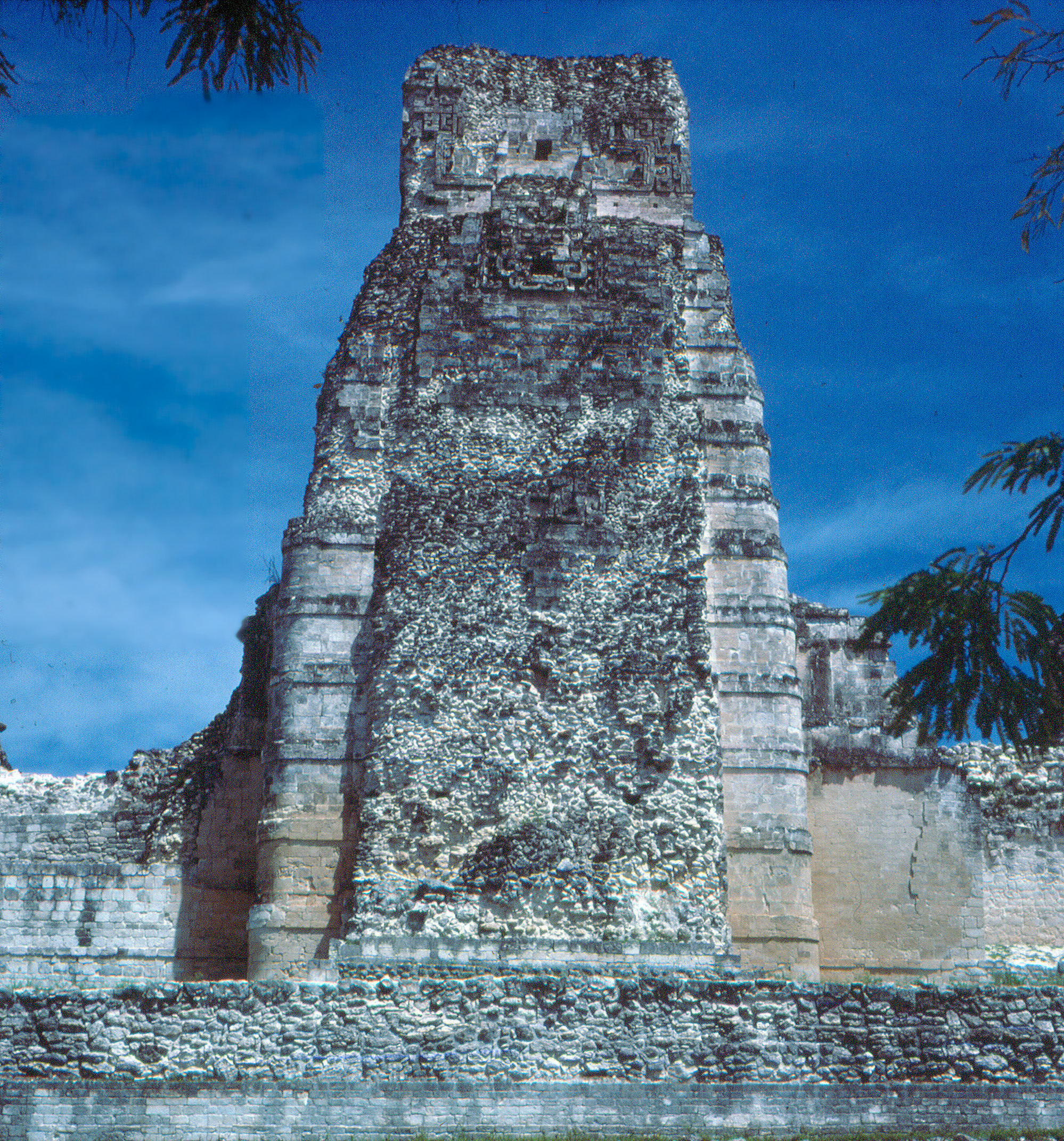
Torre centrale della struttura I.

Xpuhil (scritto anche Xpujil) è un sito archeologico Maya situato nello stato messicano di Campeche, vicino alla città moderna di Xpujil. La zona che circonda Xpuhil è ricca di siti archeologici, tra cui Becán e Calakmul.
Il nome xpuhil significa "coda di gatto" e si riferisce a un tipo di vegetazione che si trova in zona.
Le scoperte al sito mostrano che la zona era abitata sin dal 400 a.C. Gli abitanti pre-colombiani raggiunsero l'apice di prosperita tra il 500 e il 750 d.C., con la città che entrò in declino intorno al 1100.
Xpuhil venne riscoperta negli anni 30. Ad oggi, sono state riportate alla luce 17 costruzioni, scolpite nello stesso stile visto a Río Bec. La struttura I è di particolare interesse in quanto non è scolpita in stile Río Bec, avendo tre torri e una distribuzione degli spazi interni non tipica.